# Kloster St. Georg (Naumburg)
Das Benediktinerkloster St. Georg bei Naumburg (Saale) war das älteste Kloster des Bistums Naumburg und Hauskloster der Markgrafen von Meißen aus dem Adelsgeschlecht der Ekkehardiner. Die Patrone waren Maria und Georg.

## Geschichte

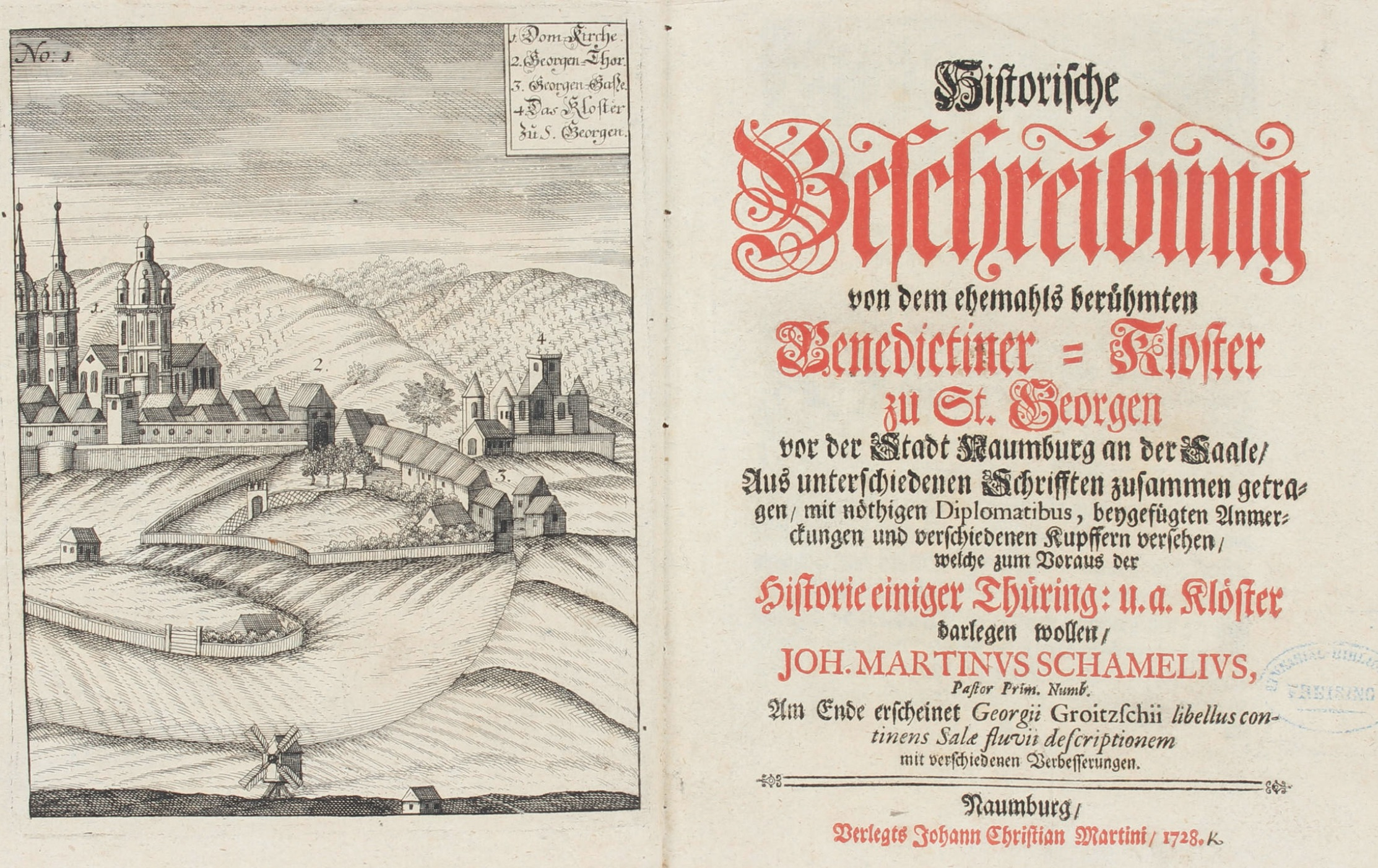
Deckblatt der Beschreibung des Klosters St. Georgen in Naumburg von Johann Martin Schamelius (1728) mit der Abbildung des Klosters rechts und links des Naumburger Domes

Die Anfänge des ältesten Benediktinerklosters der Naumburg-Zeitzer Diözese liegen im Dunkel, ein Nachweis ist wohl um 1046 gegeben. Als Hauskloster des bedeutenden nordthüringischen Geschlechts der Ekkehardiner könnte es noch im 10. Jahrhundert in unmittelbarer Nähe des Stammsitzes in Gene nahe der Unstrutmündung in die Saale gelegen haben. Archäologische Untersuchungen haben ergeben, dass für die Lage dieses Stammsitzes nur das westlich der Unstrut gelegene Kleinjena mit dem Areal des Kapellenberges in Frage kommt. Damit lag das Kloster im Sprengel der Mainzer Diözese. Als Gründer gilt Markgraf Ekkehard I.
Im Zuge der Verlegung des Stammsitzes der Ekkehardiner auf das östliche Saaleufer in die Neue Burg (dem späteren Naumburg) nach 1000 erfolgte auch die Translozierung des Klosters dorthin. Damit gehörte das Kloster zum 968 durch Kaiser Otto I. begründeten Bistum Zeitz. St. Georg war zu diesem Zeitpunkt das einzige Kloster der Diözese und die erste Benediktinerabtei im Gebiet östlich der Saale. Im Jahre 1028 bzw. 1032 erwirkten die Markgrafen die Verlegung des bischöflichen Sitzes der Diözese von Zeitz nach Naumburg.
Im Jahr 1532 brannte das Kloster bis auf wenige Gebäudeteile ab.